# Ferouza Cheurfi
Pour les articles homonymes, voir Cheurfi.
Ferouza Cheurfi est une lutteuse française.
Aux Championnats d'Europe , elle remporte la médaille d'or en lutte féminine dans la catégorie des moins de 47 kg en 1988 à Dijon, battant en finale sa compatriote Nadia Saïdi. Elle termine sixième des Championnats du monde de lutte 1992 à Villeurbanne en moins de 47 kg.